# Параскевська церква (Осівці)
Параскевська церква (Церква Святої Великомучениці Параскеви П'ятниці) — чинна дерев'яна церква, пам'ятка архітектури волинської школи народного зодчества. Розташована в селі Осівці Камінь-Каширського району Волинської області. Збудована в 1774 році на кошти місцевих парафіян та освячена в 1777 році. Церква є тризрубною спорудою, її вигляд був змінений добудовою дзвіниці у 1833 році та подальшими перебудовами. Належить до парафії Української православної церкви.

## Історія

### Легенда
За давньою легендою, «посеред озера стояла стара-стара церква, і скільки їй років, ким побудована — ніхто не пам'ятає. Коли води в озері побільшало, церква залишилась на його дні. Кажуть, що на поверхню води, спливли лише царські врата, цілі і неушкоджені».

### Заснування та ранній період
Церкву звели коштом місцевих парафіян у 1774 році на західному березі озера Лука (історична назва — Ольблє). У 1777 році храм освятили на честь святої Великомучениці Параскеви.
Село Осівці вперше згадується у писемних джерелах 1523 року під назвою Ільблє. З XVIII століття до 1939 року мало назву Ольблє Лядське. Назва пов'язана з тим, що село належало польським поміщикам, на відміну від сусіднього села Грудки, що звалося Ольблє Руське. У дорадянський період Свято-Параскевська церква була приписана до парафії села Грудки.
Згідно з постановою Ради Міністрів УРСР від 6 вересня 1979 року церкву віднесено до пам'яток архітектури, що перебувають під охороною держави, нині — пам'ятка архітектури національного значення під номером 1024.
Релігійна громада офіційно зареєстрована 24 грудня 1991 року.

### Перебудови
- 1833 — до західного фасаду прибудовано триярусну шатрову дзвіницю[1][5][7]. (За іншими даними — у 1883 році[2][3]).
- 1875 — гонтове покриття даху замінено бляшаним[1][2][3].
- 1894 — встановлено новий триярусний іконостас вартістю 300 рублів[1][2][3].
- 1896 — зовнішні стіни пофарбовано у сіро-голубий колір[1][2][3].
- 1980-ті роки — під час ремонту збільшено висоту шпиля дзвіниці, до бабинця прибудовано ґанок, на гребені даху нави влаштували великий ліхтар з маківкою, зміцнили фундамент і цоколь, піднявши церкву на 70 см, змонтували систему опалення, перебудували хори[1].
- 2010-ті роки — до 240-річчя освячення храму його знову відремонтували: фасад обшили блок-хаусом, дах покрили профнастилом синього кольору, бані — нержавіючою сталлю з напиленням нітриду титану «під золото», встановили металеву гвинтову драбину на дзвіницю, вікна та двері замінили на пластикові, підлогу встелили кахляною плиткою, стіни та стелю оздобили новим орнаментом[1].

### Сучасність
Храм пережив війни та атеїстичні часи і був постійно діючим. Зараз це самостійний прихід Волинської єпархії УПЦ. При храмі діє недільна школа, організована у 1990-х роках з ініціативи священика Петра Черевка.
У листопаді 2017 року парафія відзначила 240 років з дня освячення храму. З цієї нагоди було освячено новий храмовий іконостас.

## Архітектура
Церква дерев'яна, на кам'яному фундаменті, тризрубна, обшальована горизонтально. Прямокутні в плані зруби — рівновисокі, перекриті загальним високим двосхилим дахом. Центральний об'єм (нава), злегка виділений у плані, був перекритий стелею, підшитою замість первісного шатрового перекриття. Приміщення з'єднані в інтер'єрі прямокутними отворами.
Характерний для волинського народного зодчества вигляд пам'ятки був змінений прибудовою до західного фасаду у 1833 році триярусної шатрової дзвіниці (восьмерик на двох четвериках). Подальші ремонти, зокрема у 1980-х роках та у XXI столітті (обшивка блок-хаусом, заміна покрівлі та бань), значно змінили автентичний вигляд храму.

## Святині
- Ікона «Свята Параскева» (1749) — походить із церкви села Осівці, нині зберігається у Музеї Волинської ікони[12]. На іконі є донаторський напис, який свідчить, що її замовив «раб Божий Іоан Лончук з Ольбля» для церкви Святого Миколая у Камені-Каширському, але з невідомих причин ікона залишилася (або була повернута) у параскевській церкві[13].
- Ікони XIX століття роботи К. Списацького зберігаються в Музеї Волинської ікони в Луцьку[7].
- Рукописне Євангеліє початку XVIII століття — зберігалося у храмі до 1933 року. В кінці книги переписувачем був доданий рукописний словник для пояснення незрозумілих слів[8][14].

## Настоятелі
- Лівіцький-Борщевський Сергій (1925)
- Ціхоцький
- Коровіцький
- Прасовський Роман (1936)
- Галінковський Михайло (1948–1958)
- Ярощук Петро (1958–1968)
- 7 років не було постійного священника, доїжджали з сусідніх сіл.
- Дуда Іван (1975–1989)
- Черевко Петро (1989–1991; 1997–2007, трагічно загинув)
- Литвин Анатолій (1992–1993)
- Геналюк Віктор (1994–1997)
- Кисіль Сергій (після 2007)
- Кисіль Стефан (2011–2013)
- Приходько Сергій Іванович (з 2013)[2][4].

## Галерея

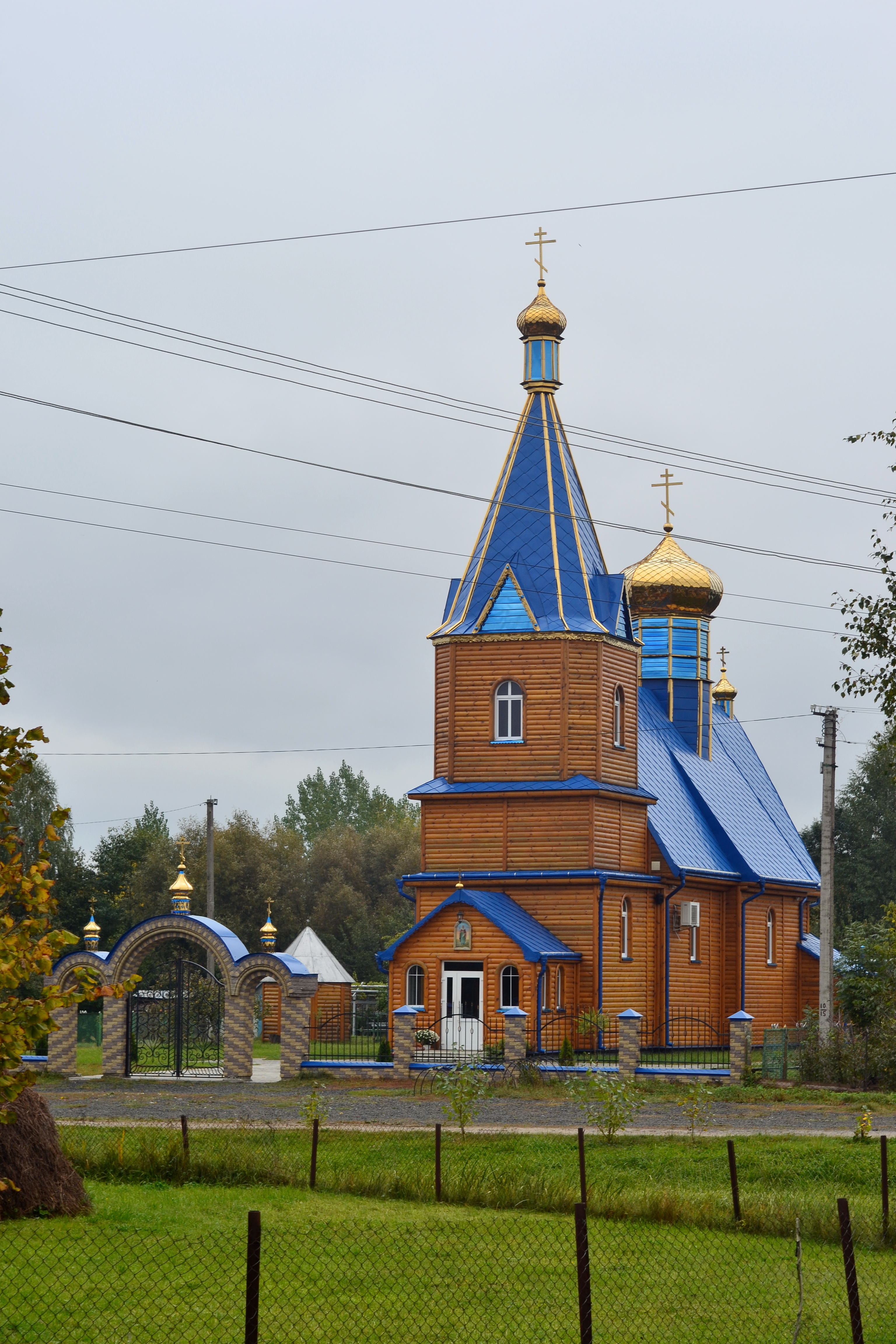
Вид з південного заходу
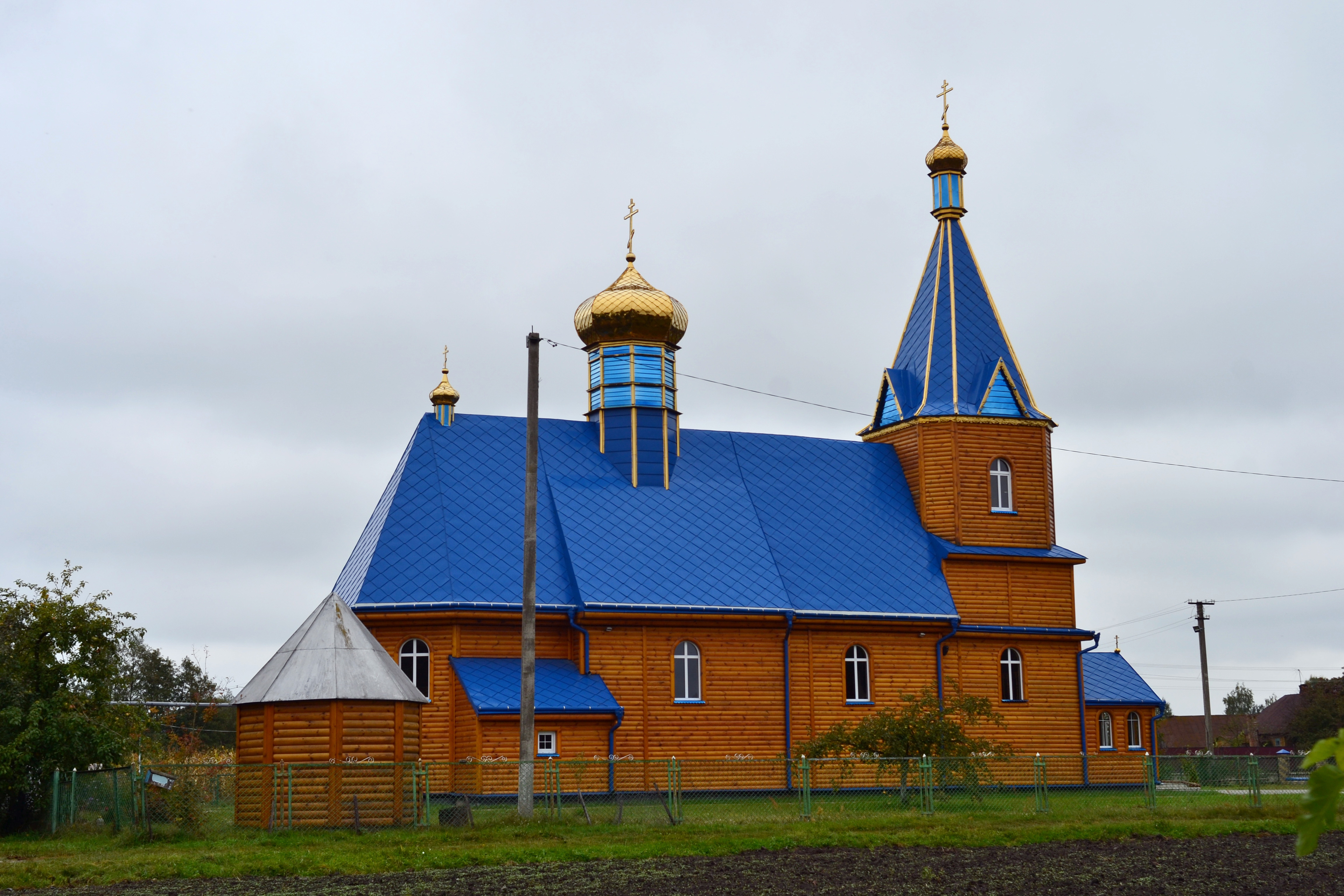
Вид з півночі
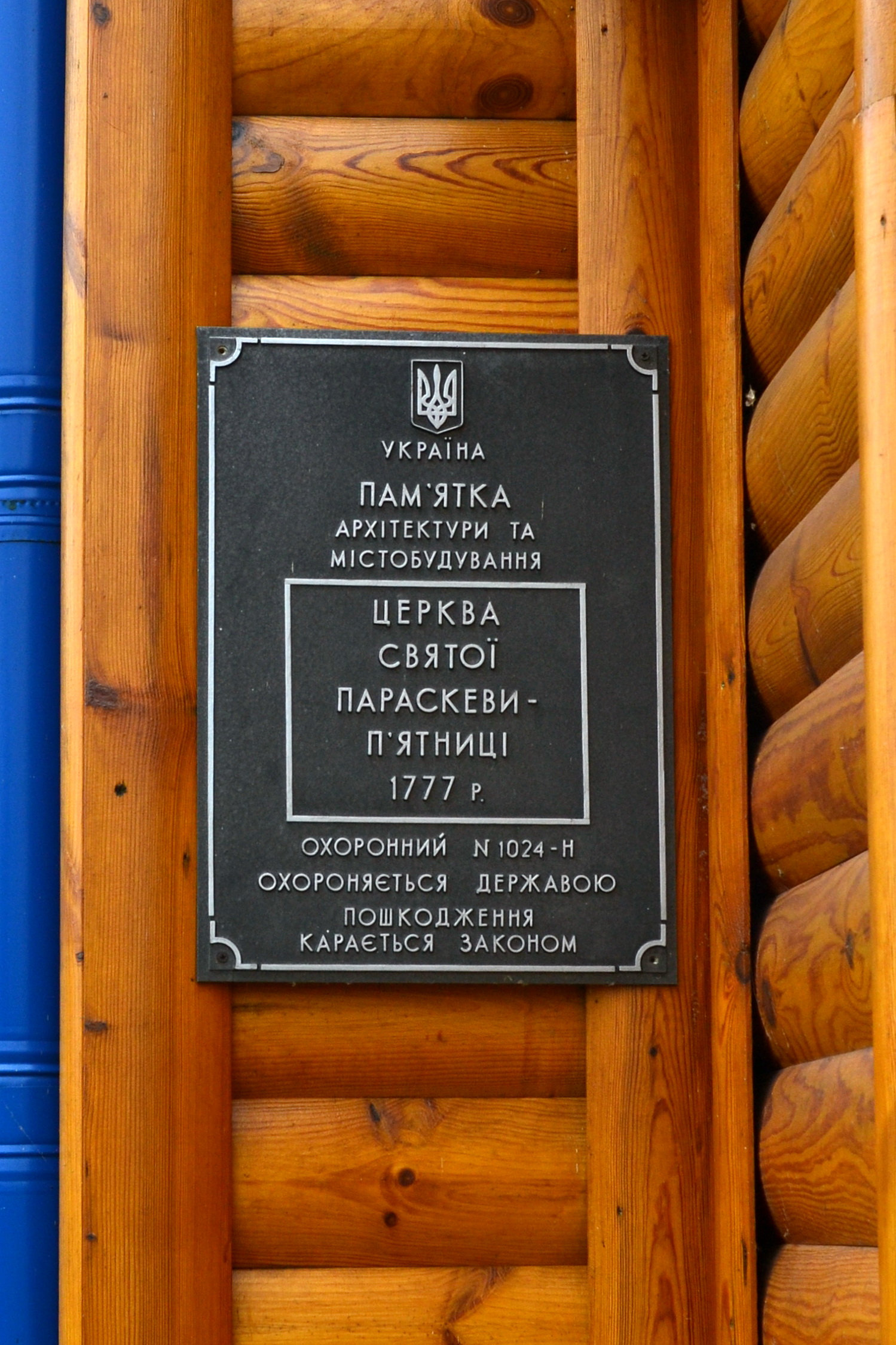
Охоронна табличка